# Valle de Cuelgamuros
El valle de Cuelgamuros es un valle de montaña situado en el suroeste de la sierra de Guadarrama (sierra perteneciente al sistema Central) y en la vertiente sureste de la misma. Administrativamente, se encuentra en el término municipal de San Lorenzo de El Escorial, en el noroeste de la Comunidad de Madrid (España).
Este valle es famoso, desde el punto de vista arquitectónico, porque en el risco de la Nava (1390 m s. n. m.) se asienta la cruz del Valle de los Caídos.

## Descripción

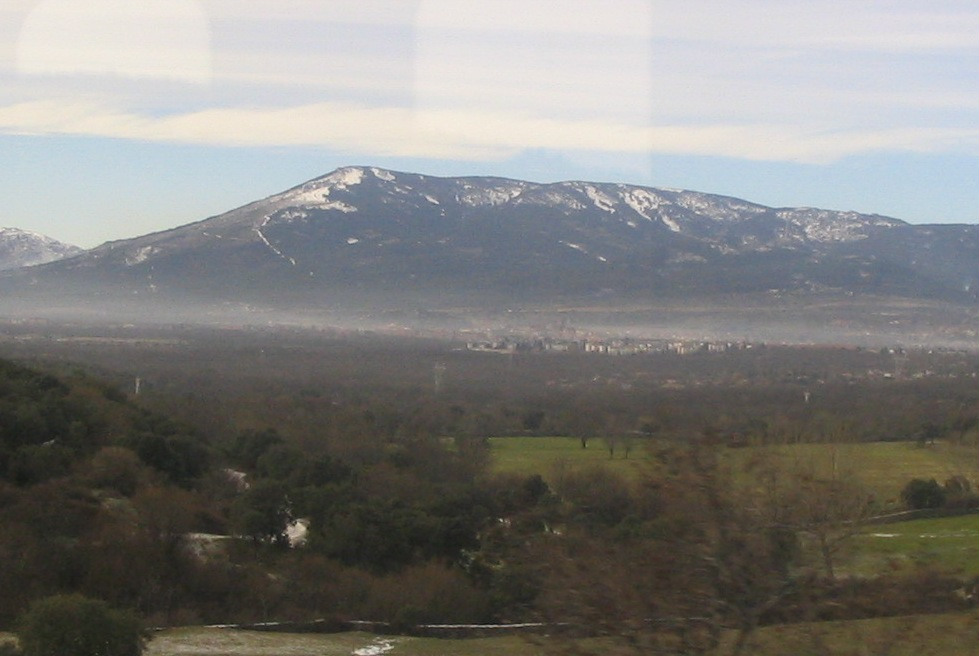
Toda la vertiente norte del monte Abantos pertenece al valle de Cuelgamuros

Este valle tiene una orientación suroeste-noreste y una superficie de 1365 hectáreas (13,65 km²). En el extremo sur está el monte Abantos (1753 m), en el norte un pequeño cordal que lo separa del valle de La Jarosa y en el oeste está el límite con la provincia de Ávila. La altitud mínima de Cuelgamuros es de 985 m s. n. m., tiene un desnivel total de 773 m s. n. m. y una pendiente media del 14,4 %.
Hay dos zonas geológicas diferenciadas en el valle: en el noreste hay granitos y adamelitas de grano grueso, con la presencia de afloramientos rocosos. Esta zona corresponde a la de menor densidad de vegetación. La otra zona geológica está en el suroeste, donde hay gneis migmalíticos que presentan una vegetación de mayor espesor.
El arroyo que discurre por el fondo de todo el valle es el Guatel Primero, un afluente del río Guadarrama. Otros dos arroyos relevantes del valle son el de los Tejos y el Boquerón.
Solo se puede acceder a Cuelgamuros a través de una carretera, la M-527, que comunica la N-VI y la autopista AP-6 con la abadía benedictina del valle. El valle tiene una serie de caminos y senderos bastante usados por senderistas y ciclistas.

## Flora

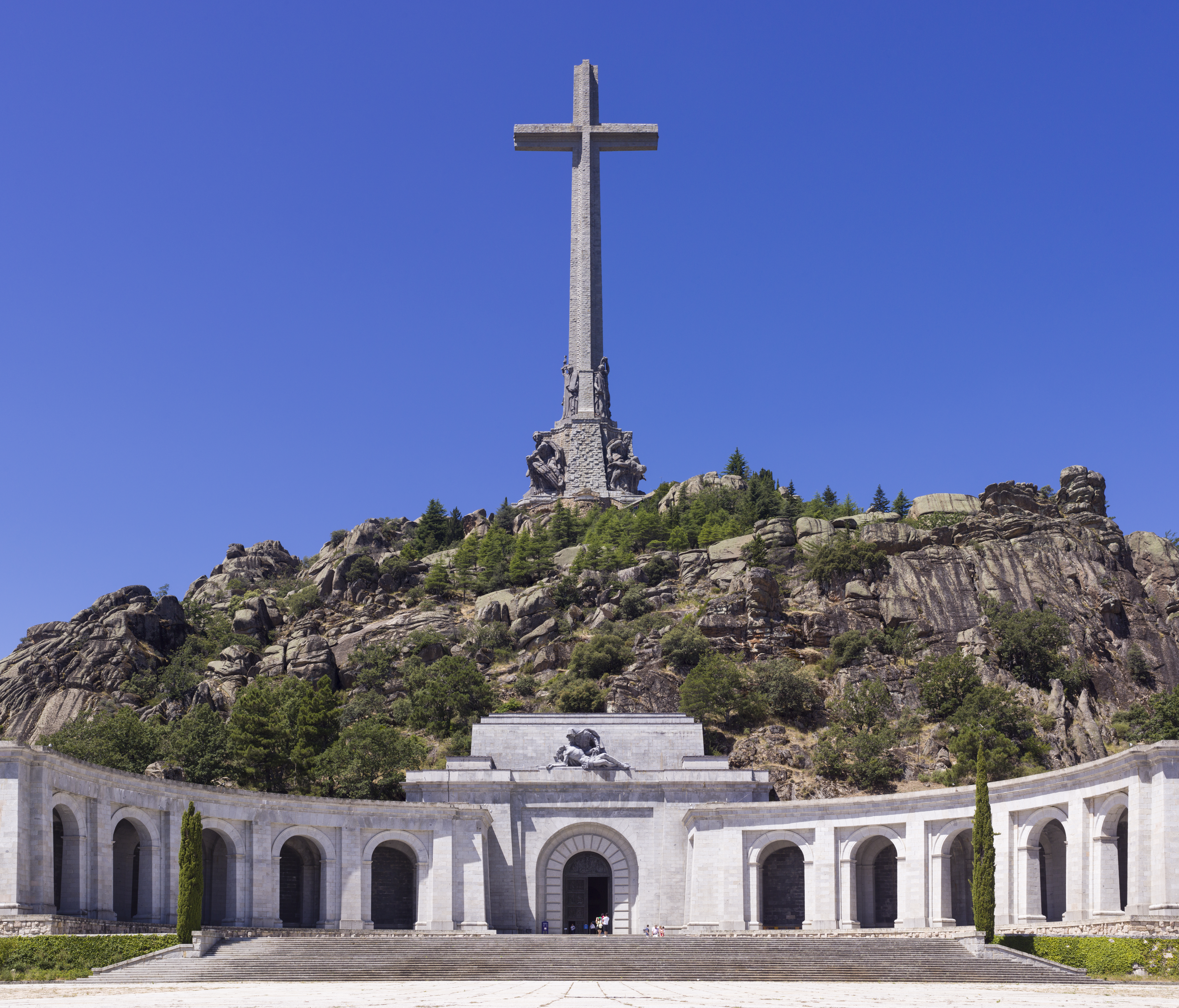
El valle alberga el complejo monumental del Valle de los Caídos

Los bosques que cubren la mayor parte del valle constituyen, en su mayoría, repoblaciones hechas a mediados del siglo XX. El pino silvestre, el pino negral y el pino rodeno son las especies más abundantes. Hay pequeñas agrupaciones, hechas con fines ornamentales, de arizónicas, alerces, piceas, hayas, tilos y abedules en las laderas noroeste. En las riberas y cauces hay choperas, sauces, fresnos, tejos y acebos. En las zonas llanas del fondo del valle hay algunas encinas, enebros, jaras, helechos y retamas.

## Fauna
En cuanto a la fauna, podemos encontrar mamíferos como corzo, ardilla roja, zorro, liebre, garduña y jabalí. Las aves presentes en las zonas de pinares son el zorzal común, papamoscas cerrojillo, curruca mosquitera, mosquitero común, reyezuelo sencillo, roquero rojo y collalba gris. En el medio ripiario encontramos el chochín, petirrojo y curruca capirotada. En cuanto a rapaces destacan el águila calzada, azor, águila culebrera europea, halcón peregrino y busardo ratonero.